# Kacsics nembeli Mihály
Kacsics nembeli Mihály a 13. században II. András uralkodásának idejében 1209 és 1212 között erdélyi vajda, 1212-ben pedig horvát, dalmát és szlavón bán volt.
A Kacsics (Kačić) nemzetségből származó magyar főúr. Szülei kiléte ismeretlen. Egyetlen testvére Kacsics Simon, 1212-ben szlavón bán volt. Mihálynak két fia volt, Leustach, a Zagyvafői család őse és Falkos, a Falkosi ág első tagja, Szécsényi Tamás nagyapja. Falkoson keresztül Mihály a Szécsényi, a szeszármai Farkas (Lekér, Harina), a libercsei Tompos, a libercsei Radó és a vingárti Geréb családok őse volt.
Mihály 1209 és 1212 között szolgált erdélyi vajdaként, emellett 1209-ben Bihar vármegye ispánja (comes) is volt.  Mihály volt az első vajda, aki 1210 körül földet kapott Erdélyben, de ezeket a Maros felső folyása mentén fekvő, eredetileg lakatlan területeket 1228-ban elkobozták.
1212-ben bátyjával együtt Szlavónia bánjává nevezték ki. Simon és Töre fia Péter, döntő szerepet játszottak Gertrúd magyar királyné 1213-as meggyilkolásában. Valószínűleg Mihály is részt vett a merénylet előkészítésében. II. András Halicsból való hazatérése után az összeesküvők közül egyedül Pétert végezték ki, de a Kacsics nemzetség ekkor még megtarthatta birtokait. Az 1228-as földelkobzás a későbbi megtorlás jele lehet. Mihály 1228 után halt meg.

## Fordítás
Ez a szócikk részben vagy egészben  a   Michael Kacsics című angol Wikipédia-szócikk ezen változatának fordításán alapul.  Az eredeti cikk szerkesztőit annak laptörténete sorolja fel. Ez a jelzés csupán a megfogalmazás eredetét és a szerzői jogokat jelzi, nem szolgál a cikkben szereplő információk forrásmegjelöléseként.